# 長尾景信
長尾 景信（ながお かげのぶ）は、室町時代中期の武将。山内上杉家の家宰。白井長尾氏4代当主。上野国・武蔵国守護代。妻は長尾頼景の娘。

## 生涯
長尾景仲の子として誕生。通称は四郎。寛正2年（1461年）、右衛門尉。
同年、家督を継ぎ、山内上杉家の当主・上杉房顕の執事となった。
文正元年（1466年）に房顕が嗣子無くして死去する。そのため越後国の上杉房定の子・顕定を山内上杉家に迎え、文正2年（1467年）には関東管領にしている。そして景信自身は守護代として山内上杉家の実権を掌握し、陰の実力者として古河公方である足利成氏と対立する。
文明3年（1471年）、左衛門尉。同年4月、自ら総大将として上杉軍を率いて下野国に攻め入り、赤見城や樺崎城を落としている。同年6月24日、成氏の居城・古河城を陥落させた。しかし文明4年（1472年）に成氏が古河城を奪い返したため、再び自ら総大将として下総に攻め入り、足利軍と対峙する。
翌文明5年（1473年）6月23日、死去。享年61。法名は法性院玉泉宗徳。
景信の死後、顕定は弟・忠景を山内家の執事職に任じたため、これに不満を抱いた景信の嫡男・景春は足利成氏に通じた（長尾景春の乱）。